# Yokohama Landmark Tower
Yokohama Landmark Tower (横浜ランドマークタワー Yokohama Randomāku Tawā?) es el tercer rascacielos más alto de Japón. Es un rascacielos de 70 plantas y 296,3 metros en Yokohama, Japón, cuya construcción finalizó en 1993. Se ubica en el distrito Minato Mirai 21 de Yokohama, junto al Museo de Arte de Yokohama. 
El rascacielos contiene un hotel de 5 estrellas que ocupa de las plantas 49 a 70. Los 48 pisos inferiores tienen tiendas, restaurantes, clínicas y oficinas. El rascacielos cuenta con dos amortiguadores de masa en el oculto piso 71, en esquinas opuestas del rascacielos.
Hay un observatorio en el piso 69, llamado Sky Garden, desde el que se puede apreciar una panorámica de 360 grados de la megalópoli, y en días despejados, incluso el monte Fuji.
La torre equipa uno de los ascensores más rápidos del mundo, capaz de desplazarse a 12,5 metros por segundo (45 km/h), permitiendo alcanzar la planta 69 en aproximadamente 40 segundos. Fue el más rápido del mundo desde la finalización del rascacielos en 1993 hasta que se concluyó el Taipei 101 en 2004.

## Imágenes

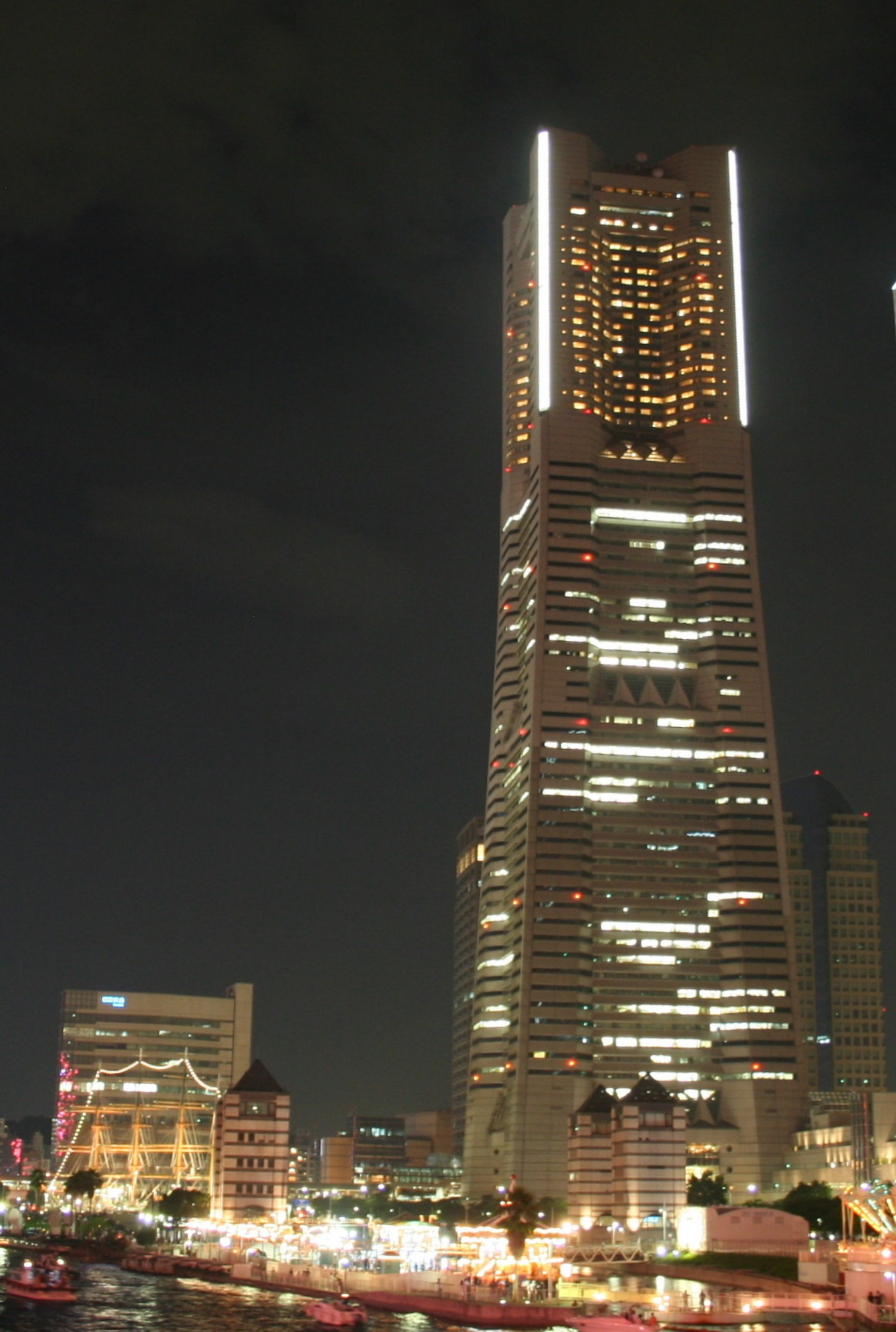
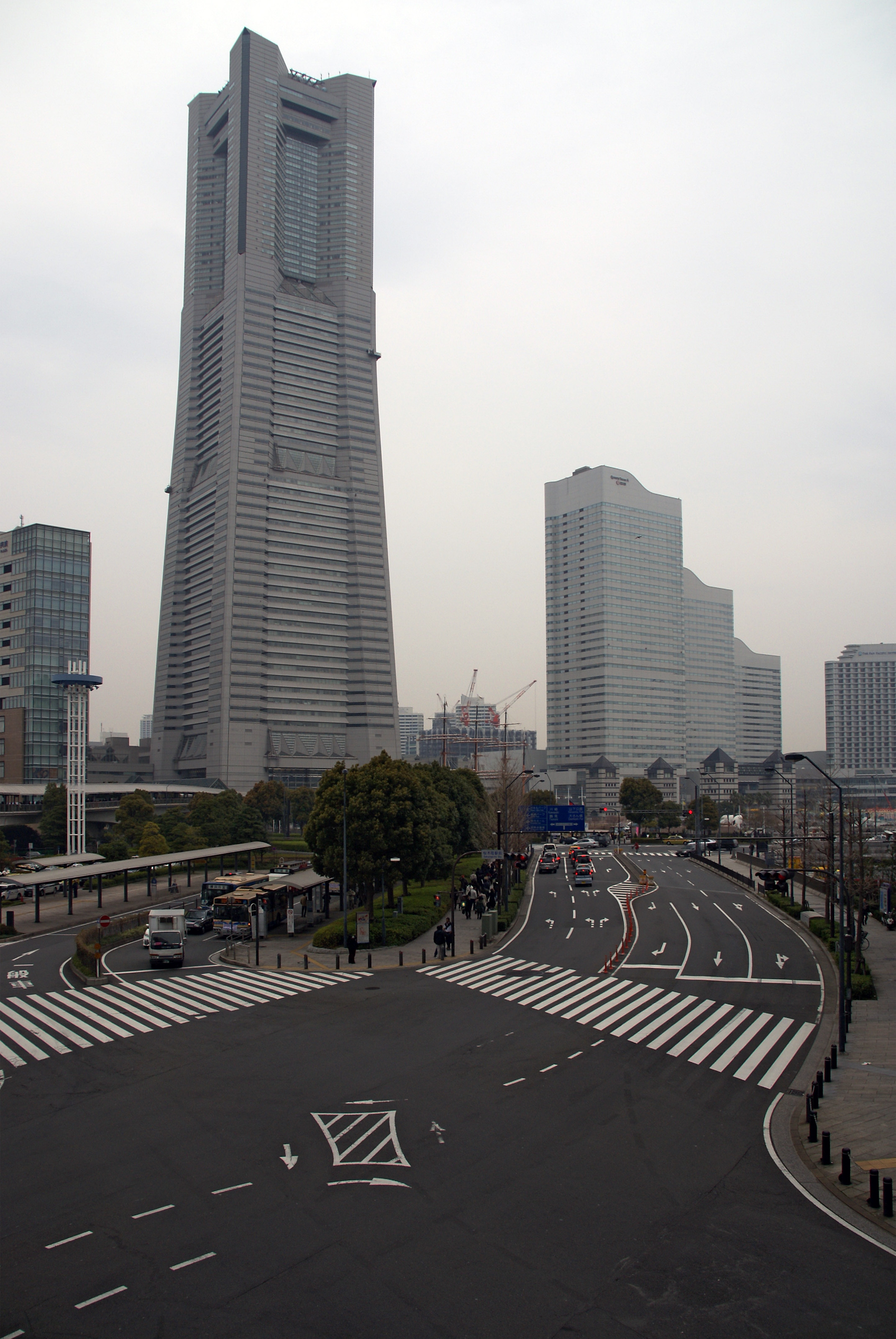
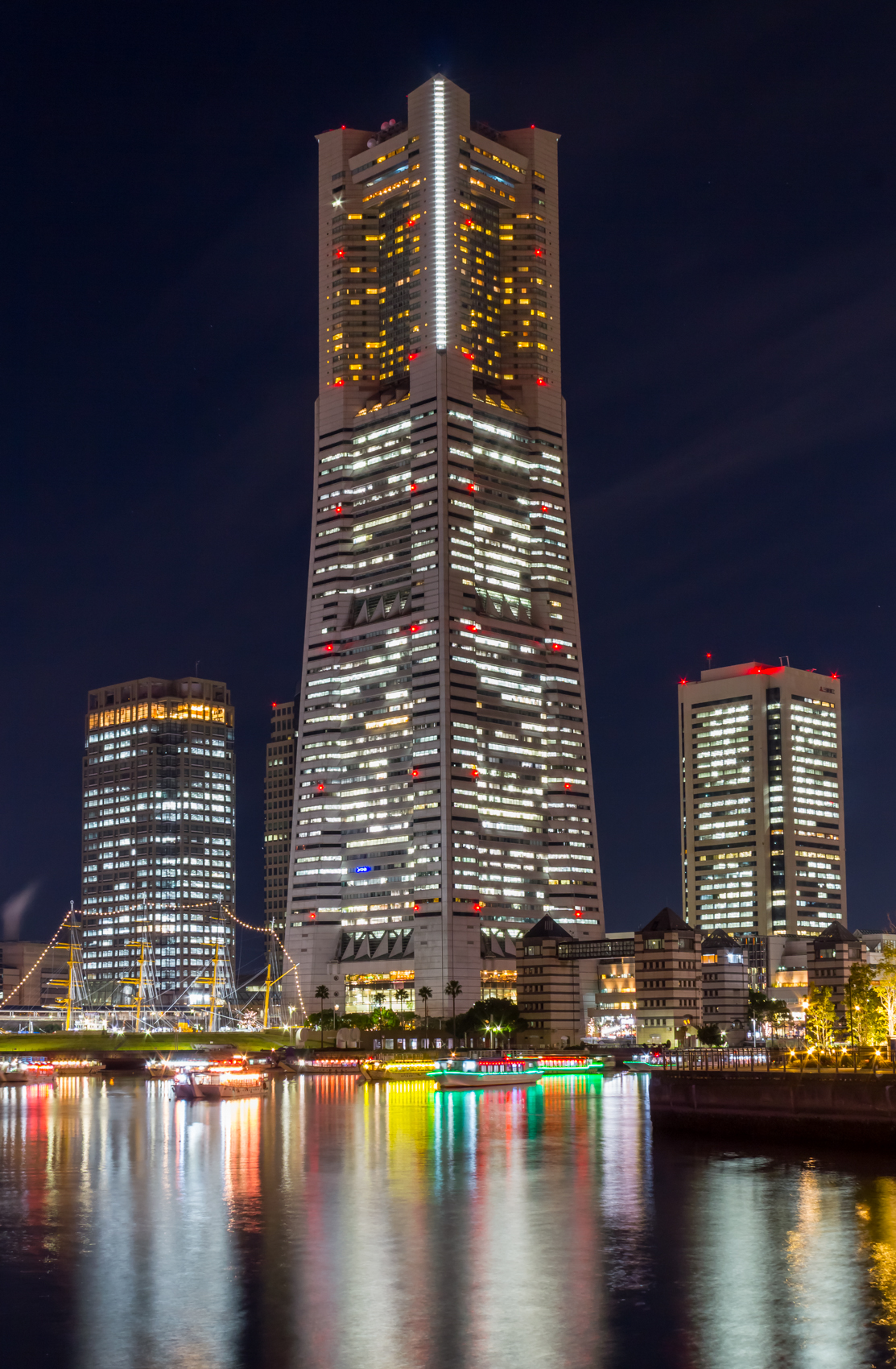